# Live at the Paramount
Live at the Paramount — концертний відеоальбом американської гранж групи Nirvana, випущений у вересні 2011 року. Він був випущений на DVD та Blu-ray Disc в рамках 20-ї річниці другого альбому гурту Nevermind.
У ньому представлено живий виступ гурту в театрі Paramount в Сіетлі, штат Вашингтон, 31 жовтня 1991 року. Був записаний через п'ять тижнів після виходу Nevermind, кадри взяті з єдиного шоу Nirvana, яке було знято на 16-мм плівку. Blu-ray має нестиснений звук 48 кГц/24 біт.
Аудіо версія альбому була включена в Super Deluxe видання альбому Nevermind.

## Треклист
Усі пісні написані Куртом Кобейном, якщо не вказано інше
1. «Jesus Doesn't Want Me for a Sunbeam» (кавер-версія гурту The Vaselines) (Юджин Келлі, Френсіс МакКі)- 5:48
2. «Aneurysm» — 5:05
3. «Drain You» — 5:16
4. «School» — 2:57
5. «Floyd the Barber» — 2:21
6. «Smells Like Teen Spirit» (Кобейн, Дейв Ґрол, Кріст Новоселіч)- 6:58
7. «About a Girl» — 3:02
8. «Polly» — 3:04
9. «Breed» — 2:54
10. «Sliver» — 2:18
11. «Love Buzz» (кавер-версія гурту Shocking Blue) (Роббі ван Леейвен)- 4:01
12. «Lithium» — 6:02
13. «Been a Son» — 2:41
14. «Negative Creep» — 3:00
15. «On a Plain» — 4:09
16. «Blew» — 3:00

### На біс («Encore»)
1. «Rape Me» (рання версія) — 3:04
2. «Territorial Pissings» (вступ до пісні «Get Together») — 8:05 (Кобейн, Чет Паверс)
3. «Endless, Nameless» — 7:39 (Кобейн, Грол, Новоселіч)

## Чарти
| Chart (2011)                                | Peak position |
| ------------------------------------------- | ------------- |
| Australian DVD Chart (ARIA Charts)          | 1             |
| Dutch DVD Chart (MegaCharts)                | 4             |
| Portuguese DVD Chart (AFP)                  | 5             |
| Swedish DVD Chart (Sverigetopplistan)       | 6             |
| Swiss Music DVD Chart (Schweizer Hitparade) | 4             |
| 4                                           | 4             |
| US Top Music Video Sales (Billboard)        | 1             |

## Сертифікації
| Регіон                                             | Сертифікація | Продажі |
| -------------------------------------------------- | ------------ | ------- |
| Австралія (ARIA)                                   | Золотий      | 7500^   |
| ^відвантаження, що базуються лише на сертифікаціях |              |         |

## Учасники запису
- Курт Кобейн — вокал, гітара
- Кріст Новоселич — бас-гітара
- Дейв Ґрол — ударні, бек-вокал